# Hochschulbibliothek Ludwigshafen am Rhein

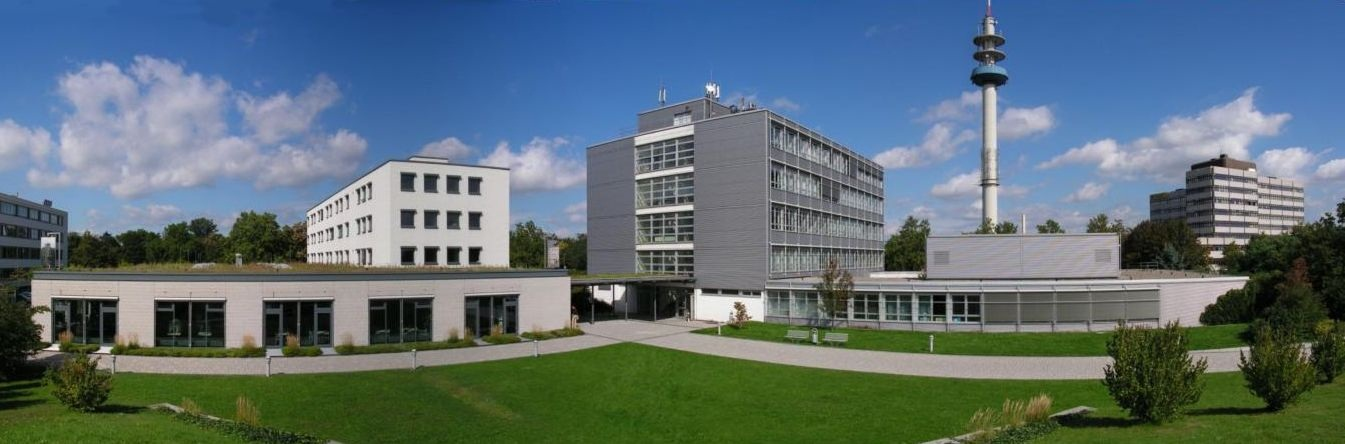
Standort Ernst-Boehe-Straße, Außenansicht

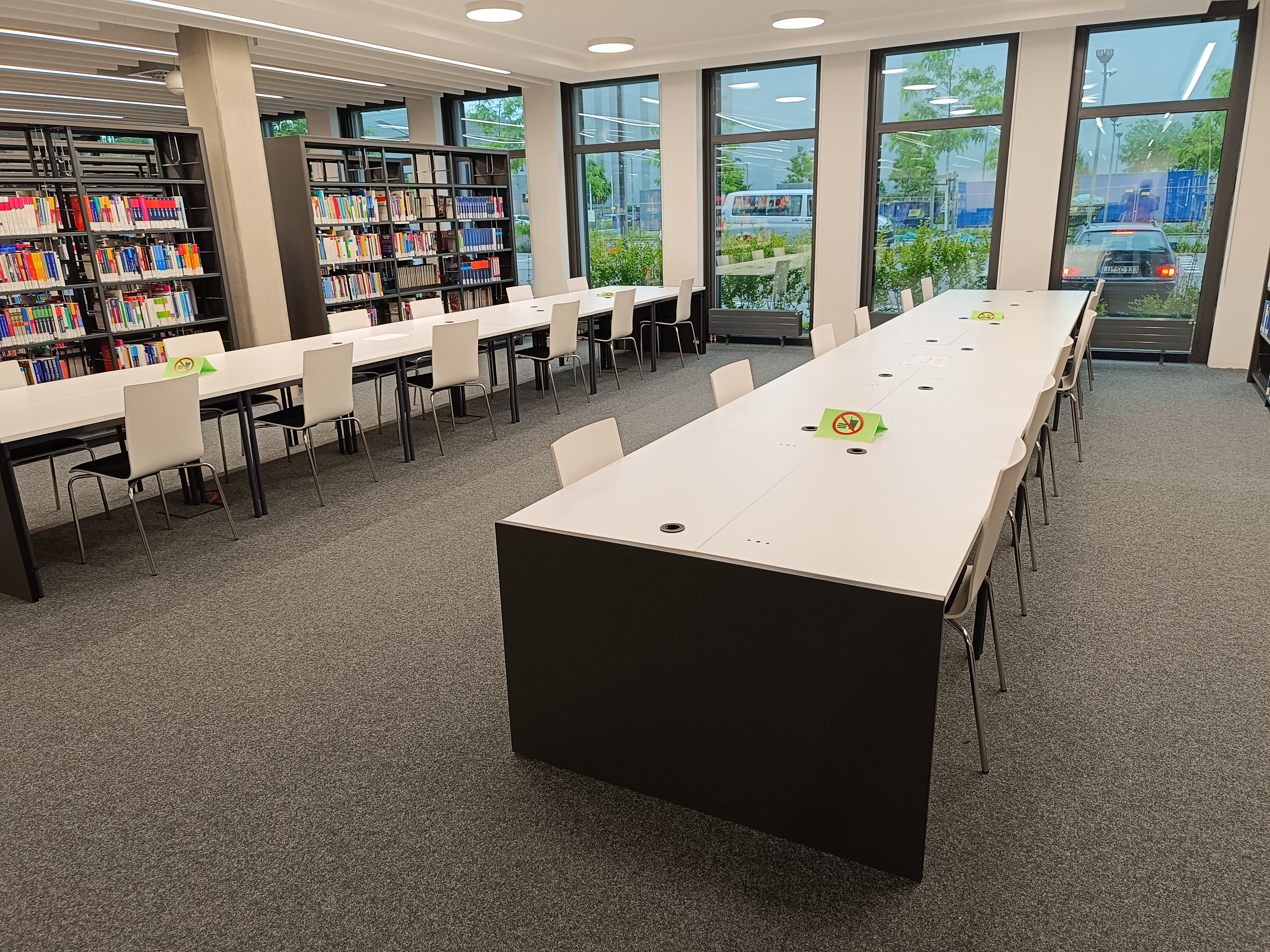
Innenansicht Standort Ernst-Boehe-Straße

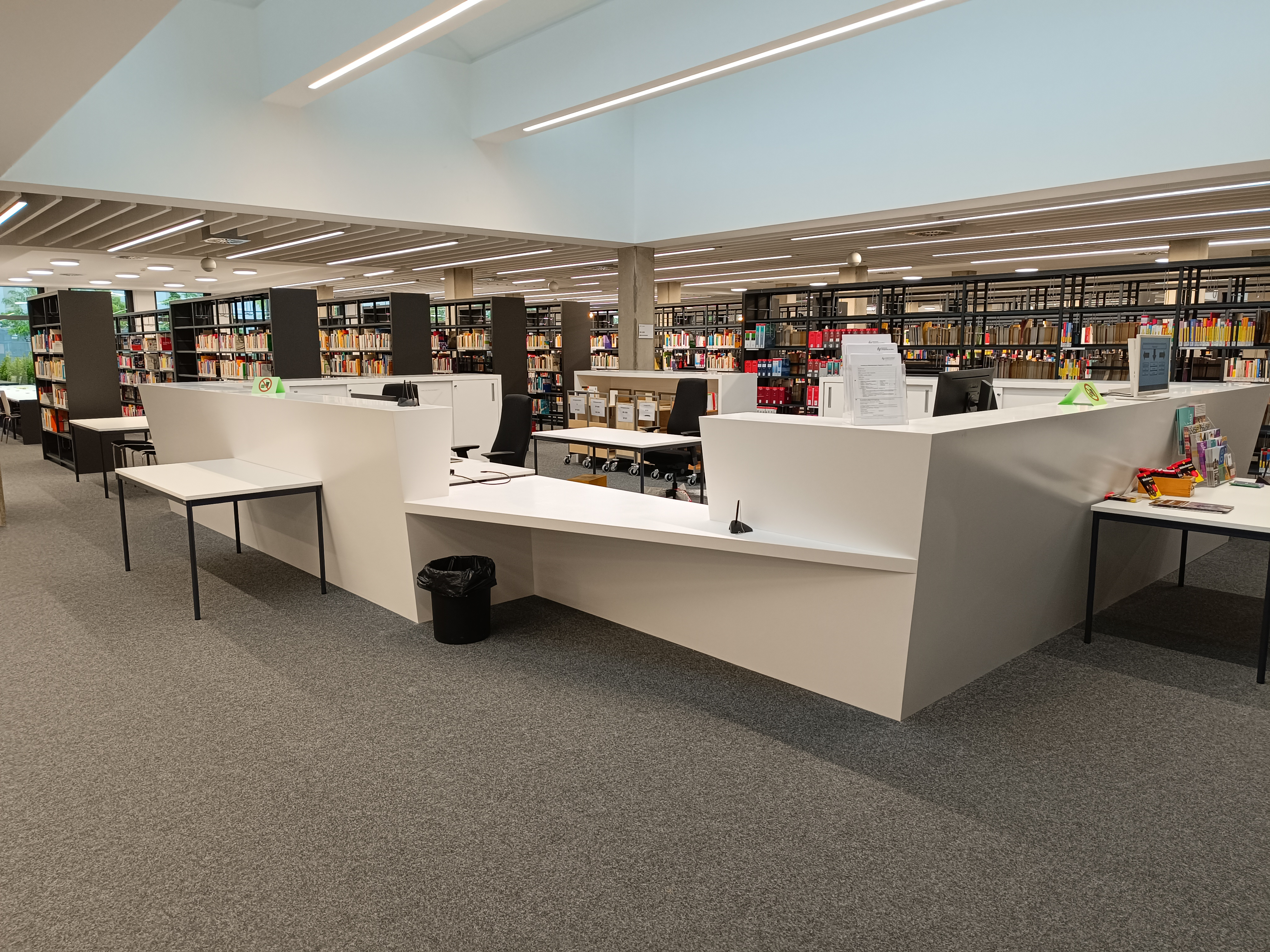
Theke Standort Ernst-Boehe-Straße

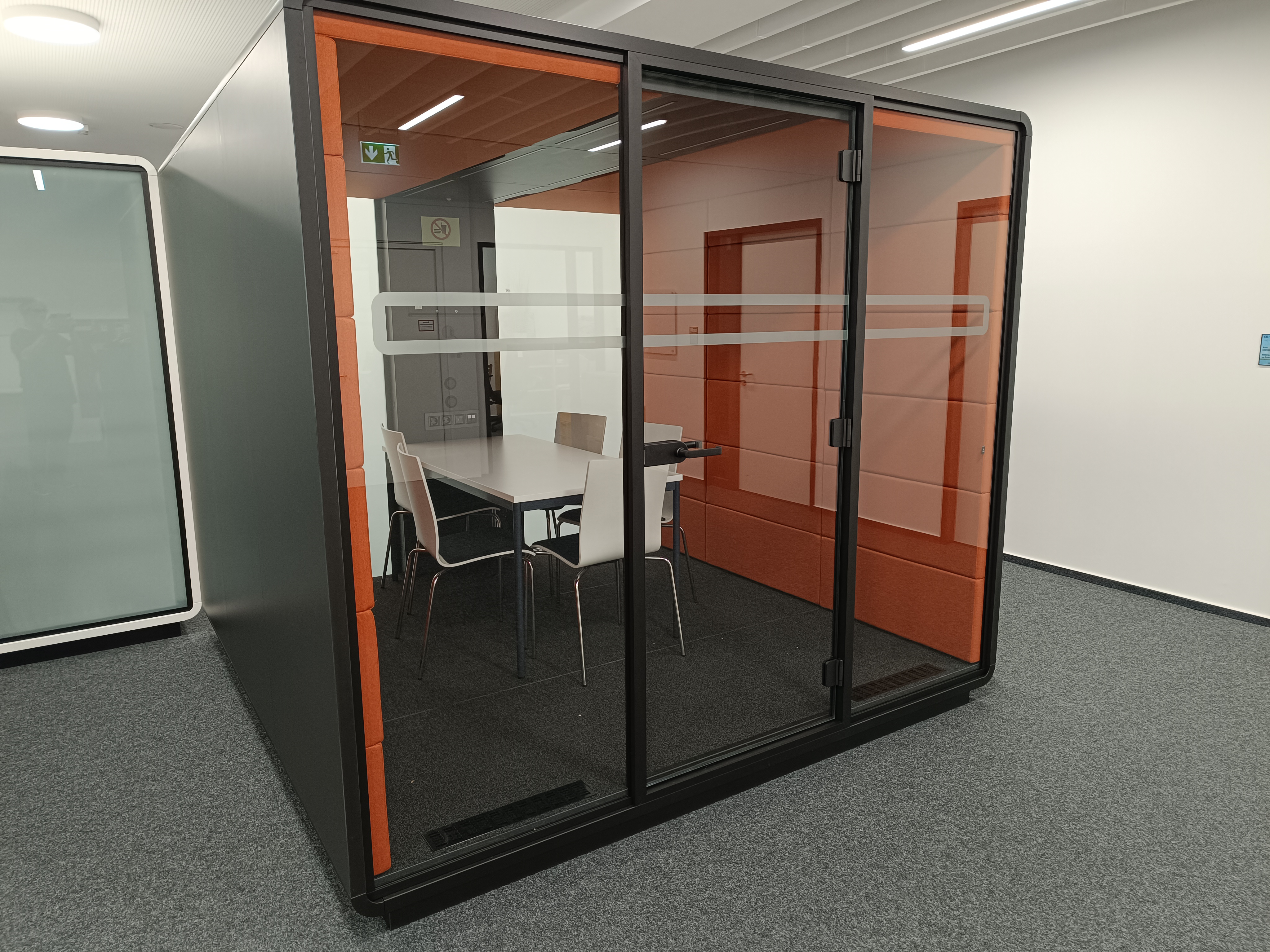
Cube Standort Ernst-Boehe-Straße

Die Bibliothek der Hochschule für Wirtschaft und Gesellschaft Ludwigshafen (HWG) ist für die analoge und digitale Literatur- und Informationsversorgung der Hochschulangehörigen in Studium, Lehre und Forschung verantwortlich. Darüber hinaus steht sie allen interessierten Bürgerinnen und Bürgern offen. Die Hochschulbibliothek ist weitestgehend als Freihandbibliothek konzipiert. Die Bestände sind systematisch nach RVK aufgestellt.

## Geschichte und Organisationsstruktur

### Bibliotheksstandort Campus Ernst-Boehe-Straße (ab 2024)
Adresse: Ernst-Boehe-Straße 6, 67059 Ludwigshafen.
Der heutige Campus-Standort wurde 2024 im Zuge eines Neubaus bezogen und vereinigt die bis dahin räumlich getrennten Standorte Zentralbibliothek (Fachbibliothek für Wirtschaftswissenschaften) und Teilbibliothek Fachbereich IV (Fachbibliothek Sozial- und Gesundheitswesen).

#### Zentralbibliothek (1965–2024)
Im Jahr 1965 gegründet, zog die Zentralbibliothek im März/April 1999 in andere Räumlichkeiten um, nachdem sie vorher aus mehreren, aneinander gereihten Büroräumen bestanden hatte. Im Studienjahr 1999/2000 wurde für die Zentralbibliothek der Kauf eines EM-Mediensicherungssystems beschlossen. Ebenfalls 1999 wurde das nicht öffentlich zugängliche Magazin eingerichtet, das 2013 mit einer Kompaktregal-Anlage ausgestattet wurde.
Im DBS-Berichtsjahr 1982/83 nahm die Zentralbibliothek als Abteilungsbibliothek Ludwigshafen/Worms der Fachhochschule Rheinland-Pfalz erstmals an der Deutschen Bibliotheksstatistik teil. Im Jahr 1988 wurde ein PC-Bibliotheksverwaltungssystem eingeführt Allerdings verfügte das PC-Bibliotheksverwaltungssystem „nicht über die erforderlichen Voraussetzungen wie z. B. MAB-Schnittstelle […]. Darüber hinaus fehlt[e] dem System ein Ausleihmodul.“. Die „technischen und organisatorischen Vorbereitungen für die Umstellung der Katalogisierungsarbeiten auf EDV-Basis“ dauerten bis in die 1990er Jahre an. Nach der wiedererlangten Eigenständigkeit der Fachhochschule Ludwigshafen am Rhein – Hochschule für Wirtschaft begann 1996 in der Zentralbibliothek eine Installation des Bibliotheks-Lokalsystems BIS-LOK, im Studienjahr 1997/98 konnte auf EDV-Ausleihe umgestellt werden. Im Studienjahr 1998/99 wurde gleichzeitig mit einer umfangreichen Bibliotheks-Internetpräsenz erstmals der Online-Katalog der Zentralbibliothek freigeschaltet, der jedoch noch nicht öffentlich im Internet zugänglich war.

#### Teilbibliothek Fachbereich IV (1971–2024)
Die Bibliothek wurde im Jahr 1971 als Bibliothek der Evangelischen Fachhochschule Ludwigshafen gegründet. „Die Anfänge der heutigen Fachbibliothek Sozial- und Gesundheitswesen reichen zurück in die Zeit ab der Gründung der Evangelischen Schule für kirchlichen und sozialen Dienst im Jahr 1948 und des Seminars für Sozialberufe und kirchliche Dienste im Jahr 1950“. Zum Grundstock der Bibliothek gehörten 3142 Medien, die zur Bibliotheksgründung von der Bücherei des Seminars für Sozialberufe des Landesverbandes der Inneren Mission Speyer nach Ludwigshafen überführt wurden. Die bis 2024 betriebenen Bibliotheksräumlichkeiten entstanden durch Um- und Erweiterungsbauten im Jahre 1990 und 2013. Im Jahre 1999 wurde auf elektronische Ausleihverbuchung umgestellt (anfangs unter BIS-LOK, ab 2004 unter BIS-C) und die erste Homepage veröffentlicht.
Im Jahr 2008 fusionierte die damalige Bibliothek der Evangelischen Fachhochschule Ludwigshafen organisatorisch mit der heutigen Zentralbibliothek. Bis zur räumlichen Fusion 2024 firmierte sie unter dem Namen Teilbibliothek Fachbereich IV.

### Bibliotheksstandort Ostasieninstitut (ab 1988)

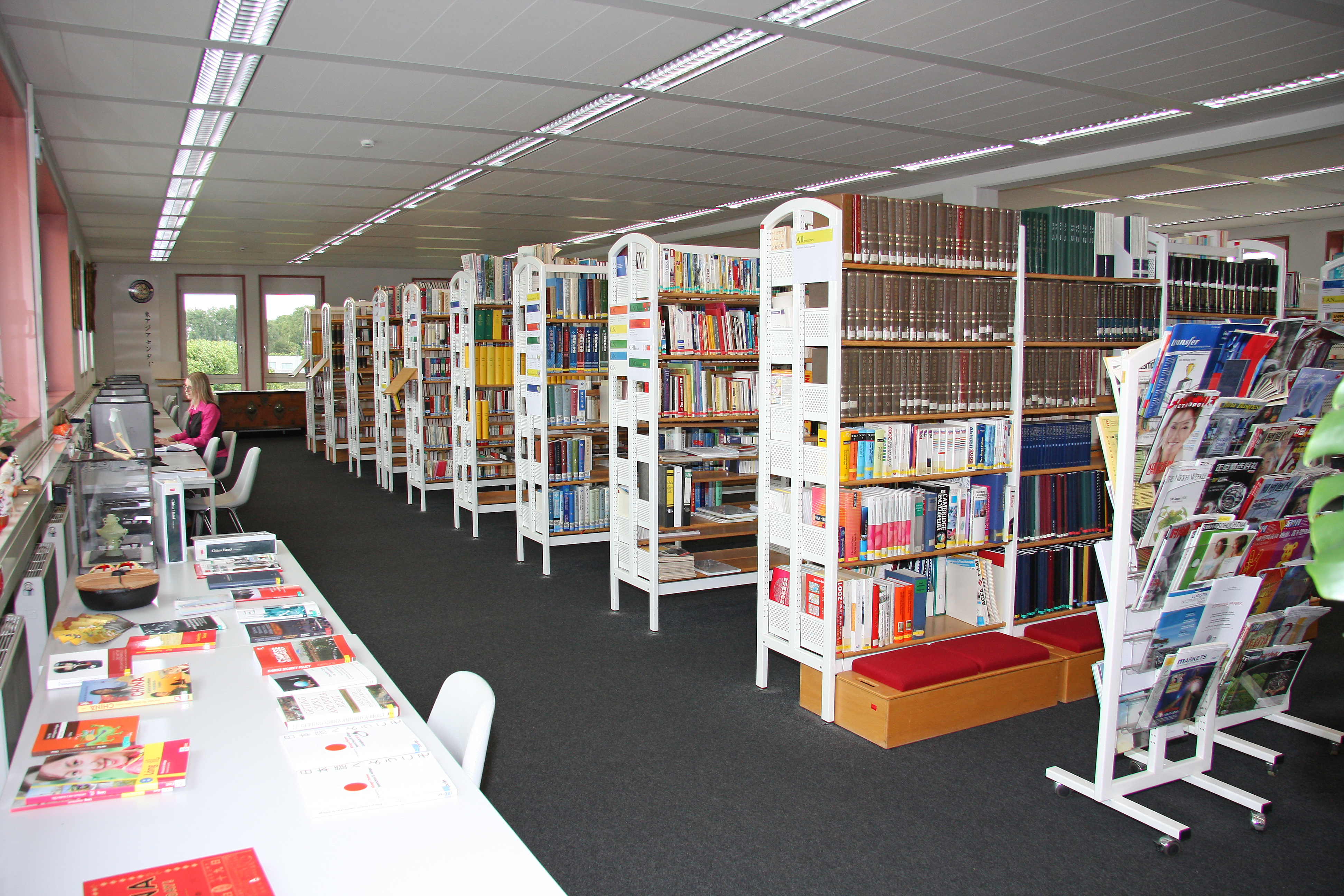
Standort Rheinpromenade (Ostasieninstitut), Innenansicht, Rheinpromenade 12, 67059 Ludwigshafen

Die Bibliothek des Ostasieninstituts war bereits bei der Gründung des damaligen Modellstudiengangs Marketing Ostasien im Jahr 1988 integraler Bestandteil des Studiengangs. Seit dem Umzug in das neugebaute Ostasieninstitut am Rheinufer Süd im Jahr 1997 sind die Bestände, die vorher an zwei Standorten untergebracht waren, an einem Ort zusammengeführt. Schwerpunkt der Sammlung sind Bücher und Zeitschriften zum ostasiatischen Wirtschaftsraum. Da die Studierenden des Ostasieninstituts ein Pflichtjahr in China, Japan oder Korea absolvieren müssen, beherbergt die Institutsbibliothek eine große Anzahl an Lehrbüchern zu den Sprachen Chinesisch, Japanisch und Koreanisch.
Durch Spenden und Stiftungen besitzt die Bibliothek auch eine Reihe von antiquarischen Büchern, die bis ins frühe 19. Jahrhundert zurückgehen. Dazu zählen unter anderem die Berichte des Reiseschriftstellers Ernst von Hesse-Wartegg.
Von der Bibliothek mitverwaltet wird die Ostasiatica-Sammlung des Neustadter Kaufmanns Emil Helfferich, die wertvolle Bücher und Artefakte enthält. Dazu gehört auch eine Originalausgabe von Joan Nieuhofs Chinabeschreibung aus dem Jahr 1665.

### Nach der organisatorischen Fusion 2008
Nach der organisatorischen Fusion der Zentralbibliothek und Bibliothek im Ostasieninstitut einerseits, Teilbibliothek Fachbereich IV andererseits im Jahr 2008 wurden 2009 die Katalogdaten zusammengeführt. Momentan laufen Ausleihe, Verlängerung, Vorbestellung, Mahnung und Online-Katalog auf dem Integrierten Bibliothekssystem Alephino der Ex Libris Group. Seit dem Wintersemester 2013/2014 sind die getrennten Bibliotheks-Websites durch eine neue gemeinsame Website abgelöst. Im Jahre 2015 wurde an allen Bibliotheksstandorten die RFID-Mediensicherung/-Medienverbuchung eingeführt.

### Aktuelle und ehemalige Bibliotheksleitungen (Auswahl)
- seit 2015 Torsten Haß[22]
- 2008–2015 Roswitha Vigener[23]

An den Vorgängerinstitutionen:
- 1992–2008 Winfried Prautsch (an der Bibliothek der Evangelischen Fachhochschule Ludwigshafen)[24]
- 1982–2008 Roswitha Vigener (an der Bibliothek der Fachhochschule Ludwigshafen am Rhein – Hochschule für Wirtschaft)[25]
- 1977–1991 Ingeborg Hoppe (an der Bibliothek der Evangelischen Fachhochschule Ludwigshafen)[26]
- 1974–1976 Hermann Lenz (an der Bibliothek der Evangelischen Fachhochschule Ludwigshafen)[27]

## Bestand und Ausstattung
Entsprechend den traditionell gewachsenen Strukturen und Studienschwerpunkte an den Standorten fokussieren sich die Standorte auf unterschiedliche Themengebiete:
- Bibliotheksstandort Campus Ernst-Boehe-Straße: Betriebswirtschaft und verwandte Disziplinen, soziale Arbeit, Pflegewissenschaft und Pflegepädagogik sowie relevante Aspekte aus Nachbardisziplinen
- Bibliotheksstandort Ostasieninstitut Rheinpromenade: Wirtschaft der Länder Ost- und Südostasiens

Medienerwerb und -erschließung erfolgen dezentral an den Standorten. Koordiniert wird der Medienerwerb allerdings durch das gemeinsame Integrierte Bibliothekssystem Alephino, über das sich die Kundschaft durch ein nutzergesteuertes Erwerbungsverfahren am Bestandsaufbau bei den Printbüchern beteiligen kann: Bei noch nicht erworbenen, aber erwerbungswürdige Medien innerhalb eines Desiderate-Pools können Nutzer den letzten Beschaffungsimpuls geben.

### Lernraum Bibliothek
Die Hauptnutzungsfläche der Hochschulbibliothek beträgt 2191 m²; die Räumlichkeiten sind komplett mit Wireless LAN ausgestattet. Drucker/Kopierer, Scanner, PC-Pool ergänzen das Angebot. Gruppenarbeitsräume und Cubes ermöglichen Gruppenarbeiten. 
Der Bibliotheksstandort Ostasieninstitut verfügt über 40 Arbeitsplätze und ist mit einem Drucker/Kopierer, Scanner und einem Arbeits-PC ausgestattet.

### Medien finden und nutzen
Der Bestand der Hochschulbibliothek Ludwigshafen wird in einem Online-Katalog nachgewiesen. Als Benutzerausweis dient den Bibliotheksnutzern eine Multifunktionskarte, die z. B. auch die Mensa-Nutzung ermöglicht. Der Großteil der Bibliotheksbestände ist frei zugänglich aufgestellt. Lediglich schwach frequentierte, überwiegend ältere Bestände befinden sich in einem nicht öffentlich zugänglichen Magazin.
Darüber hinaus nimmt die Hochschulbibliothek seit 2003 an der Online-Fernleihe teil.

### Hybride Bibliothek
Getreu dem Grundsatz „The hybrid library tries to use the technologies available to bring things together into a library reflecting the best of both worlds“ sind an der Hochschulbibliothek Ludwigshafen elektronische Quellen und Dienstleistungen mit traditionellen Quellen und Dienstleistungen gemischt. Aktuelle Bücher ist inzwischen überwiegend in elektronischer Form verfügbar: Bei den Printbüchern/E-Books mit Erscheinungsjahr 2021–2023 ist das Verhältnis Printbuch zu E-Book ungefähr 2:6.
Der Bestand kommerziell vertriebener E-Books liegt bei zirka 64000, mit deren Erwerbung 2007 begonnen wurde. Außer allgemein frei zugänglichen E-Journals sind für Hochschulangehörige im Campusnetz circa 44000 elektronische Zeitschriften freigeschaltet. Die E-Journals sind in der EZB eingetragen, die verfügbaren Datenbanken in DBIS.

## Internationalität

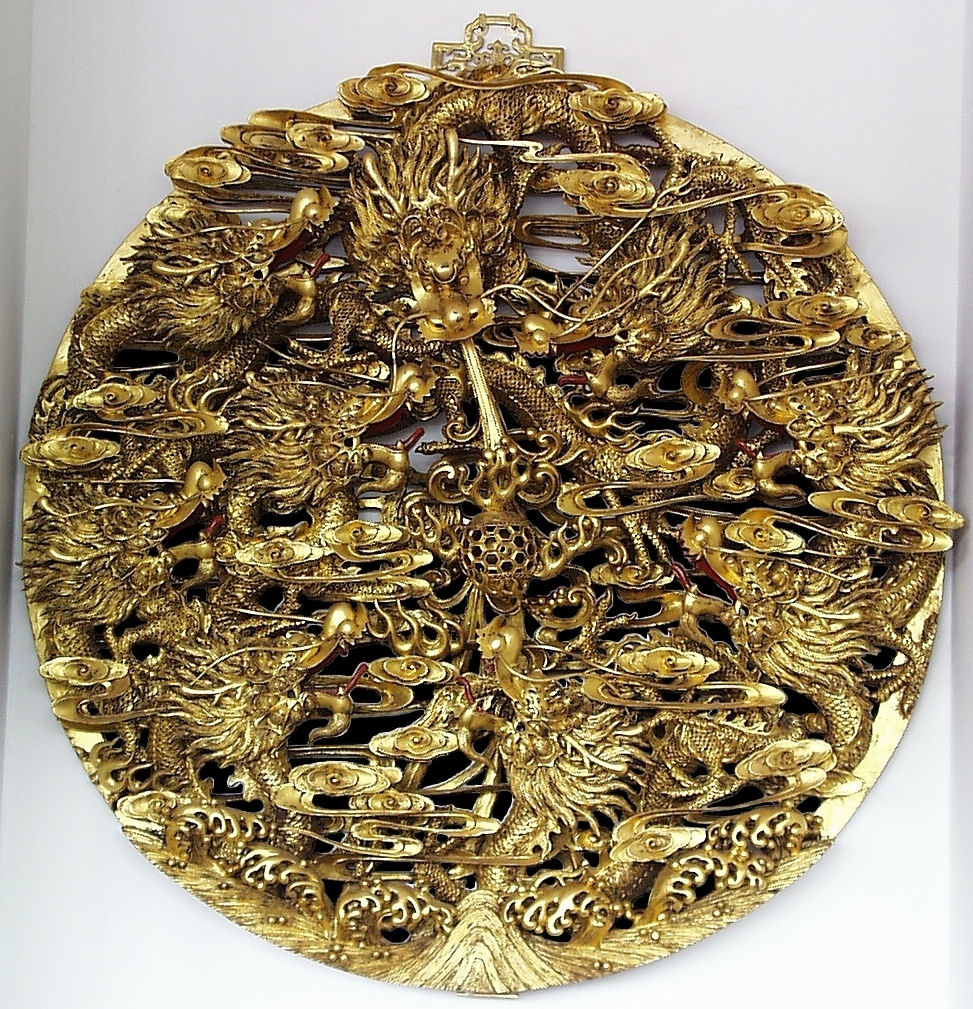
Die „Neun Drachen“ (九龍 / 九龙 Jiǔlóng) im Eingangsbereich des Standorts Rheinpromenade – Geschenk von Klaus Tschira, einem der SAP-Gründer

Mit zunehmender Internationalisierung der Hochschule für Wirtschaft und Gesellschaft Ludwigshafen und des dortigen Angebots an englischsprachigen Lehrveranstaltungen spielt englischsprachige Literatur eine immer wichtigere Rolle. Der Anteil englischsprachiger Bücher an den Neuerwerbungen liegt inzwischen bei rund 33 Prozent (Printbücher und E-Books mit Erscheinungsjahr 2021–2023), bei E-Books sogar bei über 40 Prozent.
Darüber hinaus ist die Hochschulbibliothek bestrebt, auch internationale Kontakte zu pflegen, so z. B. durch die Teilnahme von Bibliothekspersonal im Rahmen der Universidad de Huelva International Week 2017.

## Teaching Library
Die Hochschulbibliothek Ludwigshafen versteht sich als Teaching Library und bot in diesem Rahmen im Vor-Corona-Jahr 2019 69 Stunden Nutzerschulung an (Einführungen, Vertiefungskurse).
Das Schulungsangebot umfasst
- Bibliotheksführungen (deutsch/englisch)
- Aula-Veranstaltungen für Erstsemester (OPAC-Theorie)
- OPAC-Praxiskurse
- Einführungen in das Literaturverwaltungsprogramm Citavi
- Introducing the English web-site of the Library
- umfangreiche Lehrveranstaltungen, die speziell für die jeweilige Zielgruppe oder den jeweiligen Studiengang konzipiert werden (z. B. Informationen zu Online-Datenbanken, E-Book- und Zeitschriftenportalen sowie wissenschaftlichen Suchmaschinen und virtuellen Fachbibliotheken).

Ein Teil der Veranstaltungen wird auch im Rahmen des hochschulweiten „Langen Tags der (aufgeschobenen) Hausarbeit“ abgehalten. Hinzu kommen die individuellen Informations- und Beratungsangebote (persönlich, per Mail, Telefon, BigBlueButton, Zoom Video Communications), Online-Seminare und autodidaktische Online-Tutorials.

## Soziale Bibliothek
Im Rahmen der Möglichkeiten einer Bibliothek kleiner bis mittlerer Größe stellt die Hochschulbibliothek Ludwigshafen Arbeits- oder Praktikumsplätze zur Verfügung. So bietet sie seit 2015 Ausbildungsplätze für die Ausbildung zum/zur Fachangestellten für Medien- und Informationsdienste (FAMI) an, die seit 2021 als Verbundausbildung mit der Hochschulbibliothek Worms erfolgt. Die Hochschulbibliothek Ludwigshafen beschäftigt ferner seit März 2012 einen Angestellten mit geistiger Behinderung oder steht z. B. immer wieder Klienten des Mannheimer Zentralinstituts für Seelische Gesundheit oder des Wichern-Instituts für Arbeitsversuche/Belastungsproben zur Verfügung. Im Jahr 2018/19 wurde außerdem im Rahmen eines Aktionsplans Barrierefreie Hochschule auch der Teilaspekt Barrierefreie Bibliothek intensiv bearbeitet. Die Hochschulbibliothek Ludwigshafen ist ferner in der bundesweiten „AG Barrierefreiheit in (digitalen) Bibliotheken“ vertreten.

## CHE Ranking
Im CHE-Hochschulranking belegt die Hochschulbibliothek Ludwigshafen in den bewerteten Studiengängen einen Spitzenplatz oder landet zumindest im Mittelbereich. Studierende bewerten hierbei u. a., inwieweit die benötigte Literatur verfügbar, der Medienbestand aktuell und die Beratungsqualität gut ist sowie, ob elektronische Zeitschriften verfügbar sind.

## Kooperationen

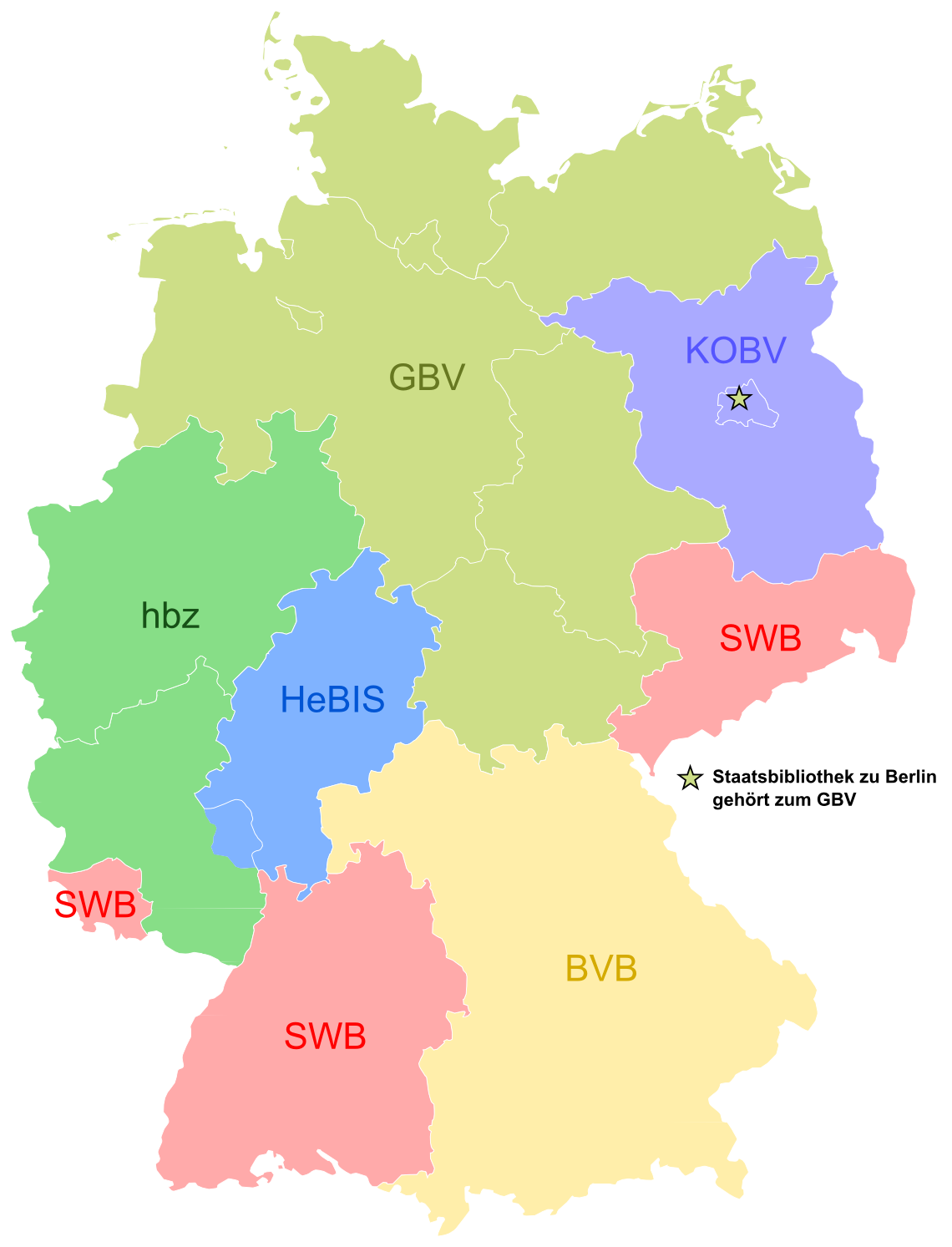
Bibliotheksverbünde in Deutschland: Der hbz umfasst Nordrhein-Westfalen und den größten Teil des Landes Rheinland-Pfalz.

Eine sehr enge Kooperation besteht mit der Bibliothek am Weincampus Neustadt; die Hochschule für Wirtschaft und Gesellschaft Ludwigshafen ist einer der Träger des „Weincampus“.
Die Hochschulbibliothek Ludwigshafen ist ferner u. a. Teil des Bibliotheksverbunds hbz (seit 2008). Mit der Universitätsbibliothek Mannheim besteht darüber hinaus eine Kooperationsvereinbarung.